# Eduard Tubin
Eduard Tubin (født 18. juni 1905 i Torila, Det Russiske Kejserrige, død 17. november 1982 i Sverige) var en estisk komponist og dirigent.
Han emigrerede til Sverige i 1944. Først og fremmest en symfoniker med ti fuldbyrdede værker, men han har også skrevet i de fleste andre genrer. Instrumentationen er elegant farverig og indeholder ofte referencer til estisk musik.

## Liv og gerning
Tubin blev født 18. juni 1905 i Torila nær byen Kallaste i Estland. Han begyndte tidlig at spille tværfløjte og violin på egen hånd samt balalajka i skolens balalajkaorkester. Da forældrene opdagede Tubins store interesse for musik, solgte faren en kalv for at købe et piano til sønnen. Tubin tænkte sig først en karriere som lærer og begyndte derfor på lærerskolen i Tartu i 1920. I 1924 fik han tillige plads ved musikkonservatoriet i Tartu, hvor han tog timer i orgel og musikteori. Fra denne tid stammer Tubins første bevarede kompositioner.
Efter afsluttet læreruddannelse i 1926 begyndte Tubin først at arbejde som lærer og kordirigent. Efter endt musikuddannelse i 1930 begyndte han at arbejde ved Vanemuine-teateret i Tartu, først som akkompagnatør og senere som dirigent. Mellem 1931 og 1944 dirigerede han en række fremførelser af opera, operetter, balletter, symfonikoncerter og oratorier. Han gjorde også flere udenlandsrejser i denne periode. I 1938 mødte han blandt andre Zoltán Kodály og Béla Bartók under et ophold i Ungarn. Tubin interesserede sig også for estisk folkemusik og foretog blandt andet rejser rundt i landdistrikterne for at indsamle folkesange fra lokale spillemænd. Dette inspirerede ham til hans første større komposition, balletten Kratt. Balletten blev uropført på Vanemuine-teateret i 1943.
I 1944 flygtede Tubin med sin kone og to sønner til Sverige fra et Estland, som da var blevet besat af Sovjetunionen. Året efter fik han arbejde ved Drottningholms slottsteater, hvor hans primære opgave var at restaurere barokoperaer og -balletter for fremførelse ved teateret. På denne tid modnes Tubins kompositionsstil, og han afsluttede i 1946 sin symfoni nr. 5, som skulle blive det mest fremførte værk af ham i Tubins levetid med over 50 fremførelser verden over. Andre vigtige værker fra denne tid er pianosonate nr. 2, Nordlys fra 1950, og symfoni nr. 6 komponeret 1953–54.
Tubins musik blev længe forbudt at fremføre i Estland af de lokale kommunistiske myndigheder. Men i 1959 blev hans symfoni nr. 5 fremført i Tallinn, og i 1961 besøgte han selv Estland for første gang siden 1944. Senere etablerede Tubin et samarbejde med blandt andet Estlands nationalopera, Estonia, som resulterede i operaerne Barbara von Tisenhusen fra 1967 og Prosten fra Reigi fra 1971. Sidstnævnte blev imidlertid ikke fremført før i 1979 på grund af Sovjetunionens daværende kulturpolitik.
Tubin blev boende i Sverige frem til sin død i 1982 og var fra 1961 svensk statsborger. Han blev imidlertid aldrig en fremtrædende skikkelse i svensk musikliv, og han var heller ikke et kendt navn uden for Sveriges grænser med undtagelse af i Estland. Det var først omkring 1980, at Tubins musik begyndte at få international anerkendelse. Dette skyldes i stor grad dirigenten Neeme Järvi, som fremførte Tubins musik med vigtige orkestre i både Europa og USA. Järvi immigrerede selv fra Estland og bosatte sig i USA i 1980. Et højdepunkt i Tubins karriere var fremførelsen af symfoni nr. 10 med Boston Philharmonic Orchestra under ledelse af Järvi i 1981, hvor komponisten selv var til stede. Järvis indspilning af samtlige Tubins orkestermusikværker med Göteborgs Symfoniker for pladeselskabet BIS blev imidlertid først fuldført efter komponistens død.

## Priser og udmærkelser
- 1979: Atterbergpriset
- 1981: Stockholm bys kulturpris
- 1982: Medlem af Kungliga Musikalska Akademien

## Musikstil
Første halvdel af Tubins produktion er forankret i senromantisk tradition. Musikken har tillige et vist "nordisk" præg og er således sammenlignelig med musik af Jean Sibelius og Carl Nielsen. Tubin er i lighed med disse en dygtig orkestrator, og har den senromantiske symfoni som det vigtigste udtryksmiddel. Desuden finder man påvirkning fra estisk folkemusik i nogen af Tubins værker.
Fra og med symfoni nr. 6, blot et par år efter Tubins flugt til Sverige, radikaliseres Tubins musikstil. De nationalistiske elementer forsvandt, og udskiftes med et mere harmonisk kompliceret og dystert tonesprog. Musikken kan karakteriseres som fritonal. I finalen til symfoni nr. 7 gør han fx brug af alle skalaens 12 toner, men holder sig fortsat indenfor tonaliteten.

## Værker i udvalg

### Scenemusik
- Kratt, ballet i 4 akter (1938–1940, 2. version 1940–1941, 3. version 1959–1960)
- Barbara von Tisenhusen, opera i 3 akter (1967–1968)
- Provsten fra Reigi (Reigi Ōpetaja), opera (1970–1971)

### Orkesterværker
- Symfoni nr. 1 i c-mol (1931–1934)
- Symfoni nr. 2 i h-mol "Den legendariske" (1937)
- Symfoni nr. 3 i d-mol "Den heroiske" (1940–1942, revideret 1968)
- Symfoni nr. 4 i A-dur "Sinfonia lirica" (1943, revideret 1978)
- Symfoni nr. 5 i h-mol (1946)
- Symfoni nr. 6 (1952–1954, revideret 1956)
- Symfoni nr. 7 (1955–1958)
- Symfoni nr. 8 (1965–1966)
- Symfoni nr. 9 "Sinfonia semplice" (1969)
- Symfoni nr. 10 (1973)
- Symfoni nr. 11 (ufuldendt)
- Sinfonietta over estiske motiver (1930–1931)
- Toccata (1937)
- Prelude Solennel (1940)
- Musik for strygere (1962–1963)

### Musik for soloinstrument og orkester
- Koncert for violin og orkester nr. 1 i D-dur (1941–1942)
- Koncertino for piano og orkester  i Es-dur (1944–1945)
- Koncert for violin og orkester nr. 2 i g-mol (1945)
- Koncert for kontrabas og orkester (1948)
- Koncert for balalajka og orkester (1963–1964)

### Vokalmusik med orkester
- Indsættelseskantate [Vihkiäiskantaatti] for bariton, recitatør, kor og orkester (1958)
- Requiem for en falden soldat [Reekviem langenud sõduritele] for mandskor, orgel, mezzosopran, trompet, slagtøj og pauker (1950–1979). Tekst: Henrik Visnapuu og Marie Under

### Kammermusik
- Sonate nr. 1 for violin og piano (1934–1936, revideret 1968–1969)
- Capriccio No.1 for violin og piano (1937, revideret 1971)
- Pastorale for bratsch og orgel (1956)
- Sonate for bratsch og piano (1964–1965)
- Sonate for altsaxofon og piano (1951)
- Pianokvartet i cis-mol (1929–30)
- Strygekvartet (1979)

### Musik for soloinstrument
- Pianosonate nr. 1 (1928)
- Pianosonate nr. 2 "Nordlys" (1950)